# دانیل کوپربرگ
دانیل کوپربرگ (عبری: דניאל קופרברג‎؛ زادهٔ ۸ دسامبر ۱۹۹۷) بازیکن بسکتبال اهل اسرائیل است.
وی در مسابقات کشوری و بین‌المللی در مجموع برندهٔ ۱ مدال نقره شده‌است.